# Chouteau Township (Missouri)
Pour les articles homonymes, voir Chouteau Township.
Chouteau Township est un ancien township  du comté de Clay dans le Missouri, aux États-Unis,. 

## Source de la traduction
- (en) Cet article est partiellement ou en totalité issu de l’article de Wikipédia en anglais intitulé « Chouteau Township, Clay County, Missouri » (voir la liste des auteurs).